# روح‌آباد، ترکمنستان
روح‌آباد (به ترکمنی: Ruhabat، روحابات) یک منطقهٔ مسکونی در ترکمنستان است که در شهر عشق‌آباد واقع شده‌است. روح‌آباد تا اکتبر ۲۰۰۱ «ایمنی آوزبردی قلی‌یوا» 
(Imeni Ovezberdy Kuliyeva) نام داشت اما پس از آن به افتخار کتاب روح‌نامه، روح‌آباد نام‌گذاری شد.
تا پیش از سال ۲۰۱۳، این شهر، به همراه شهرستان روح‌آباد، در ولایت آخال بود. در آن سال، بخشی از این شهرستان، به همراه روح‌آباد، به شهر عشق‌آباد ملحق شد، و بقیه مناطق شهرستان، به شهرستان دروازه تغییر نام پیدا کرد. در سال ۲۰۱۸، شهرستان روح‌آباد منحل شده و اراضی آن به شهرستان بختیارلیق ملحق شد.